# Historiografia
La historiografia (de historiògraf, i aquest del grec Ιστοριογράφος, de ιστορία, Història i γράφος, de l'arrel de γράφειν, escriure: el que escriu, o descriu, la Història) és el registre escrit de la història, la memòria fixada per la humanitat mateixa amb l'escriptura del seu propi passat.

## Historiografia com a meta-història
Si la Història és una ciència (l'objecte de la qual és el passat de la humanitat), s'ha de sotmetre, com tota ciència, al mètode científic, que encara que no pugui aplicar-se-li en tots els extrems de les ciències experimentals, sí que pot fer-ho a un nivell equiparable a les anomenades ciències socials.
Un tercer concepte a l'hora de definir la Història com a font de coneixement és la «Teoria de la Història», que pot anomenar-se també «historiologia» (terme encunyat per José Ortega y Gasset). El seu paper és estudiar l'estructura, lleis i condicions de la realitat històrica; mentre que la «historiografia» és el relat mateix de la història, l'art d'escriure-la.
És impossible acabar amb la polisèmia i la superposició d'aquests tres termes, però simplificant al màxim: La història són els fets del passat, la historiografia és la ciència de la història i la historiologia la seva epistemologia.
La filosofia de la història és la branca de la filosofia que concerneix al significat de la història humana, si és que en té. Especula una possible fi teleològica del seu desenvolupament, o sigui, es pregunta si hi ha un disseny, propòsit, principi director o finalitat en el procés de la història humana. No ha de confondre's amb els tres conceptes anteriors, dels quals se separa clarament. Si el seu objecte és la veritat o l'haver de ser, si la història és cíclica o lineal, o hi ha la idea de progrés, són matèries alienes a la història i a la historiografia pròpiament dites, que tracta aquesta disciplina.
Un enfocament intel·lectual que tampoc contribueix molt a entendre la ciència històrica com a tal és la subordinació del punt de vista filosòfic a la historicitat, considerant tota la realitat com el producte d'un esdevenir històric: aquest seria el lloc de l'historicisme, corrent filosòfic que pot estendre's a altres ciències, com la Geografia.
Una vegada aclarida la qüestió merament nominal, queda per a la historiografia, per tant, l'anàlisi de la història escrita, les descripcions del passat; específicament dels enfocaments en la narració, interpretacions, visions del món, ús de les evidències o documentació i mètodes de presentació pels historiadors; i també l'estudi d'aquests, al mateix temps subjectes i objectes de la ciència.
La historiografia, més planerament, és la manera en què la història s'ha escrit. En un ampli sentit, la historiografia es referix a la metodologia i a les pràctiques de l'escriptura de la història. En un sentit més específic, es refereix a escriure sobre la història en si.

## Historiografia com a producció historiogràfica

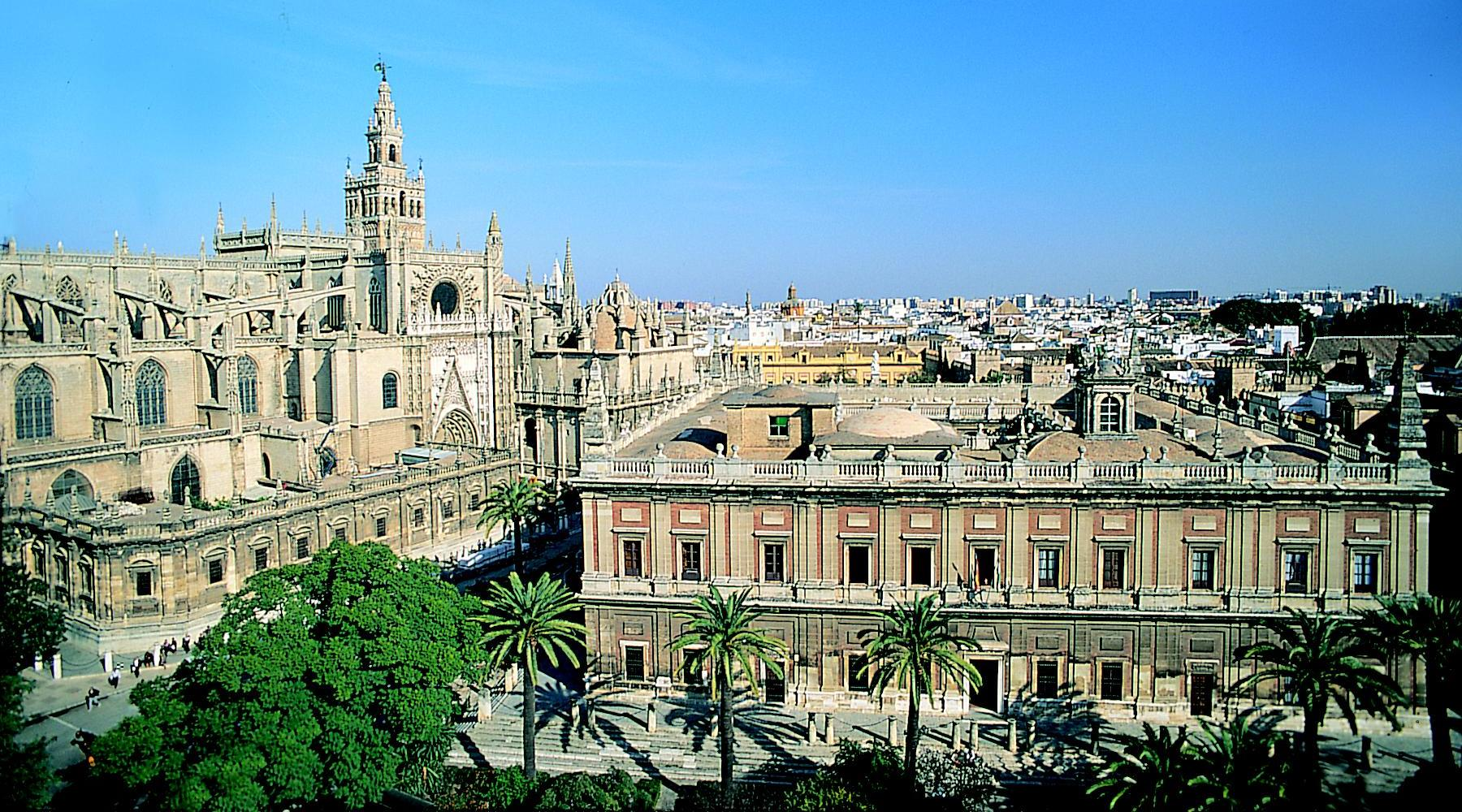
Arxiu d'Índies, davant de la Catedral de Sevilla

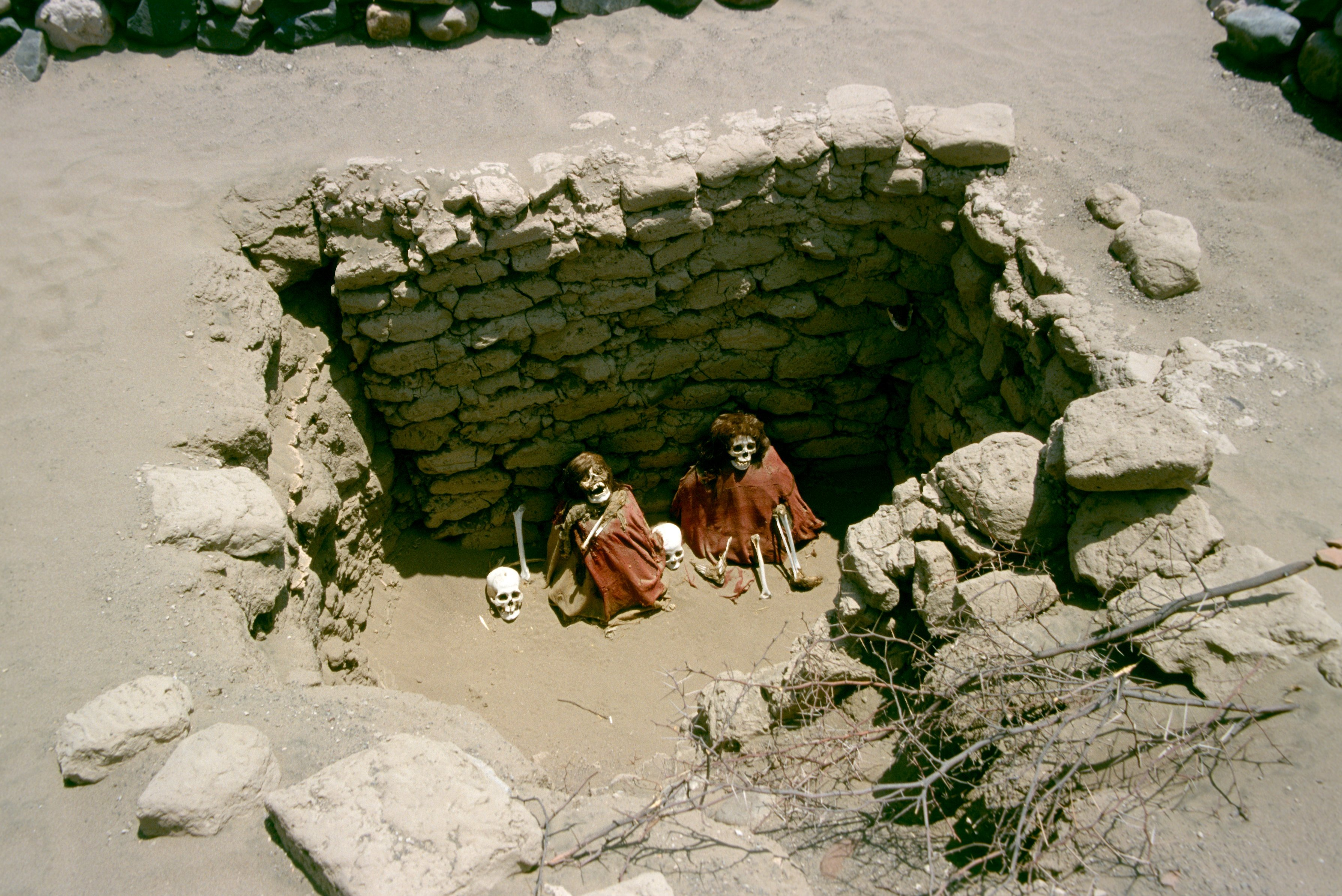
Enterrament de la cultura Nasca

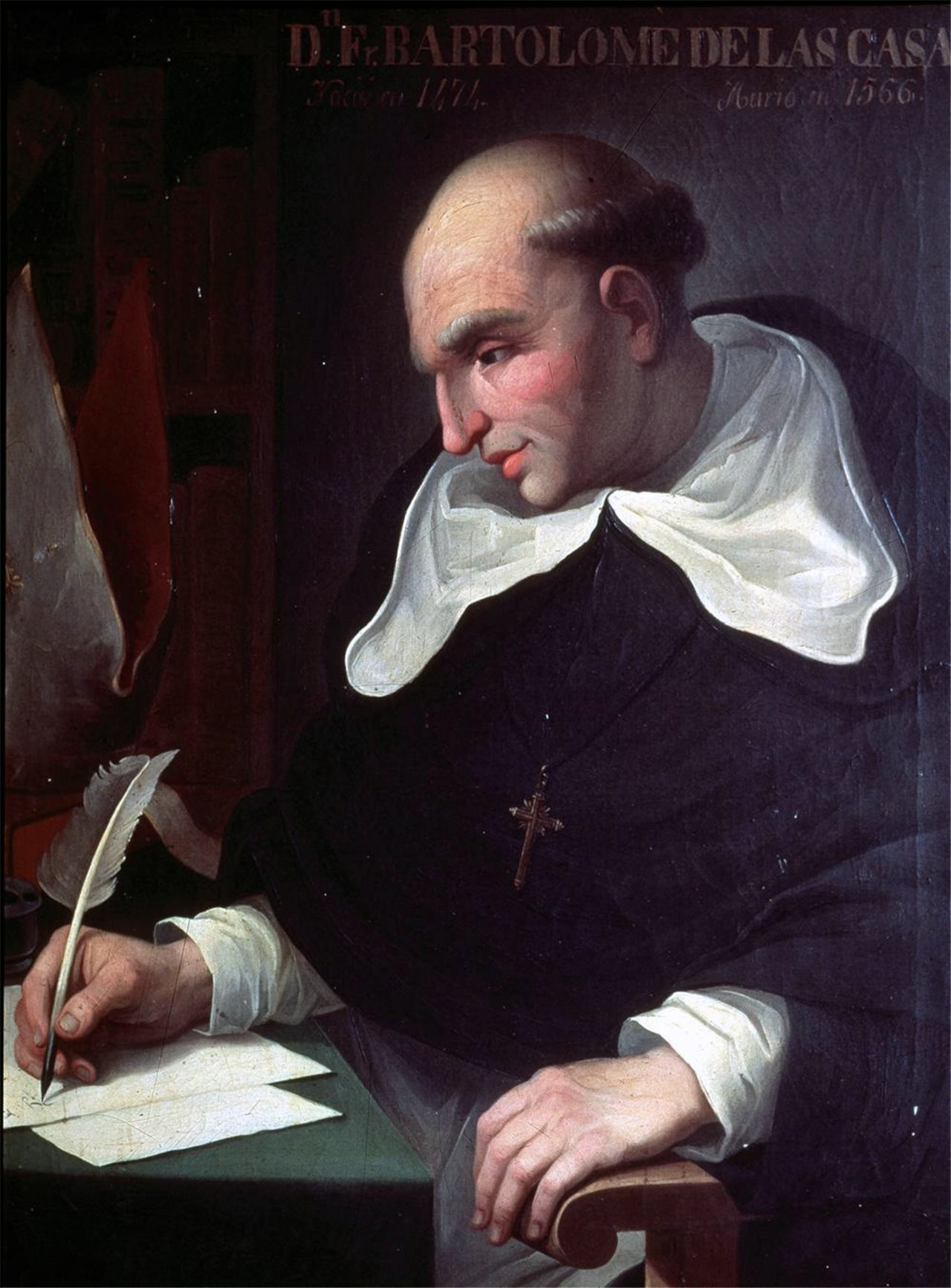
Bartolomé de las Casas

### Aspectes temporals

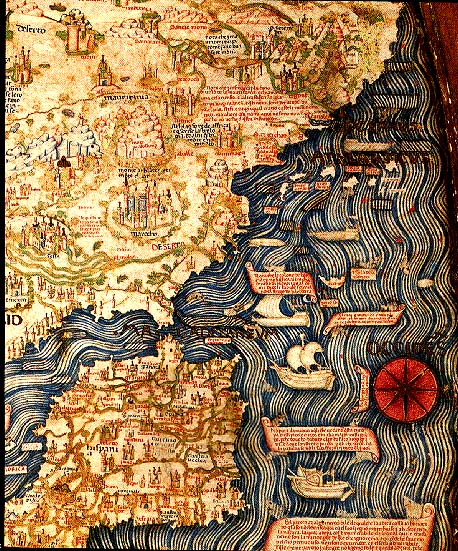
El punt de vista eurocèntric: Ens pertorba un mapa "cap per avall"?

### Aspectes temàtics

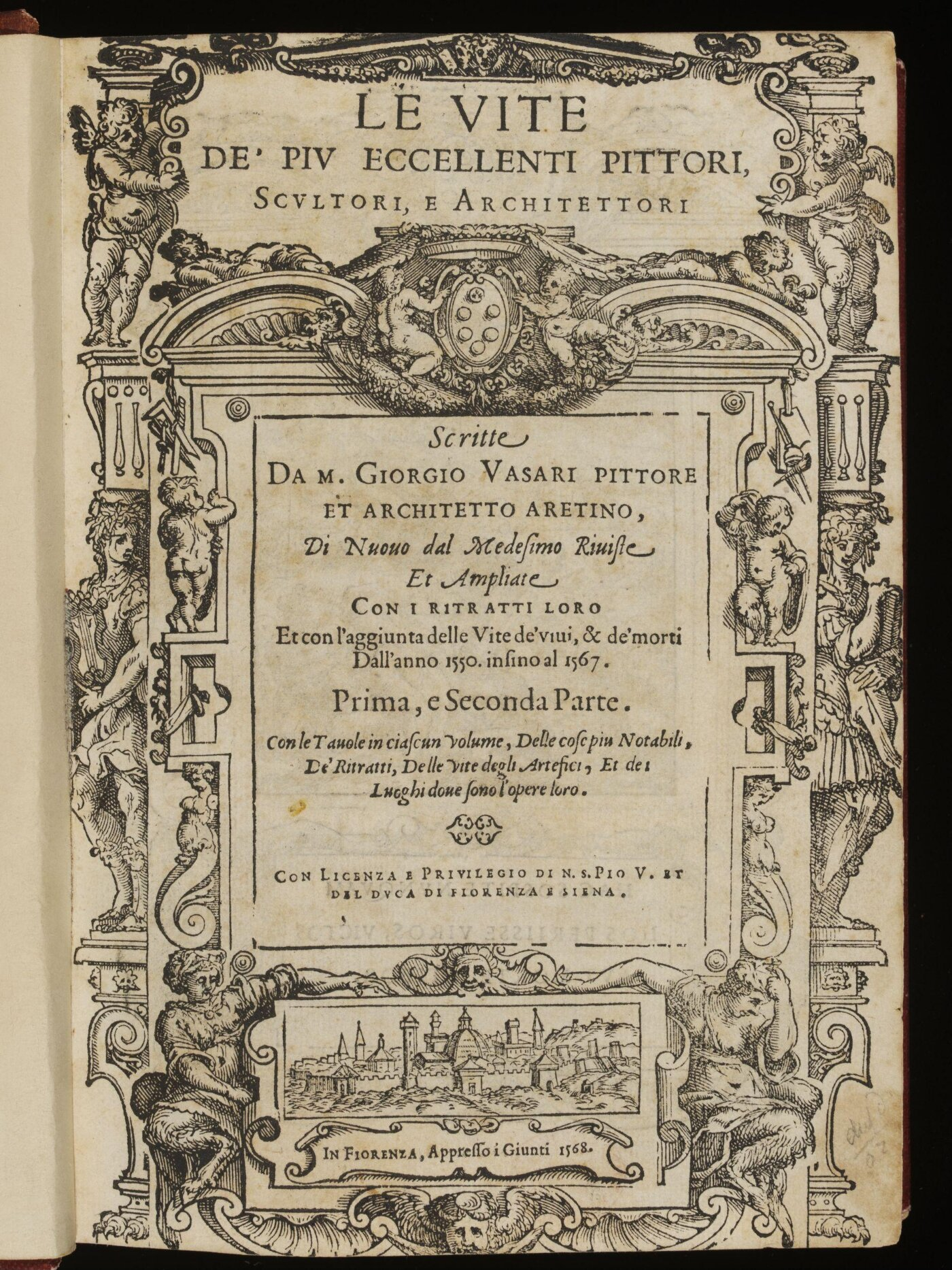
Vides d'artistes, de Vasari

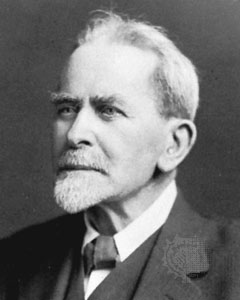
James Frazer, autor de La branca daurada (1890-1922), un clàssic de l'Antropologia que va canviar la manera de veure la història

#### Gèneres historiogràfics

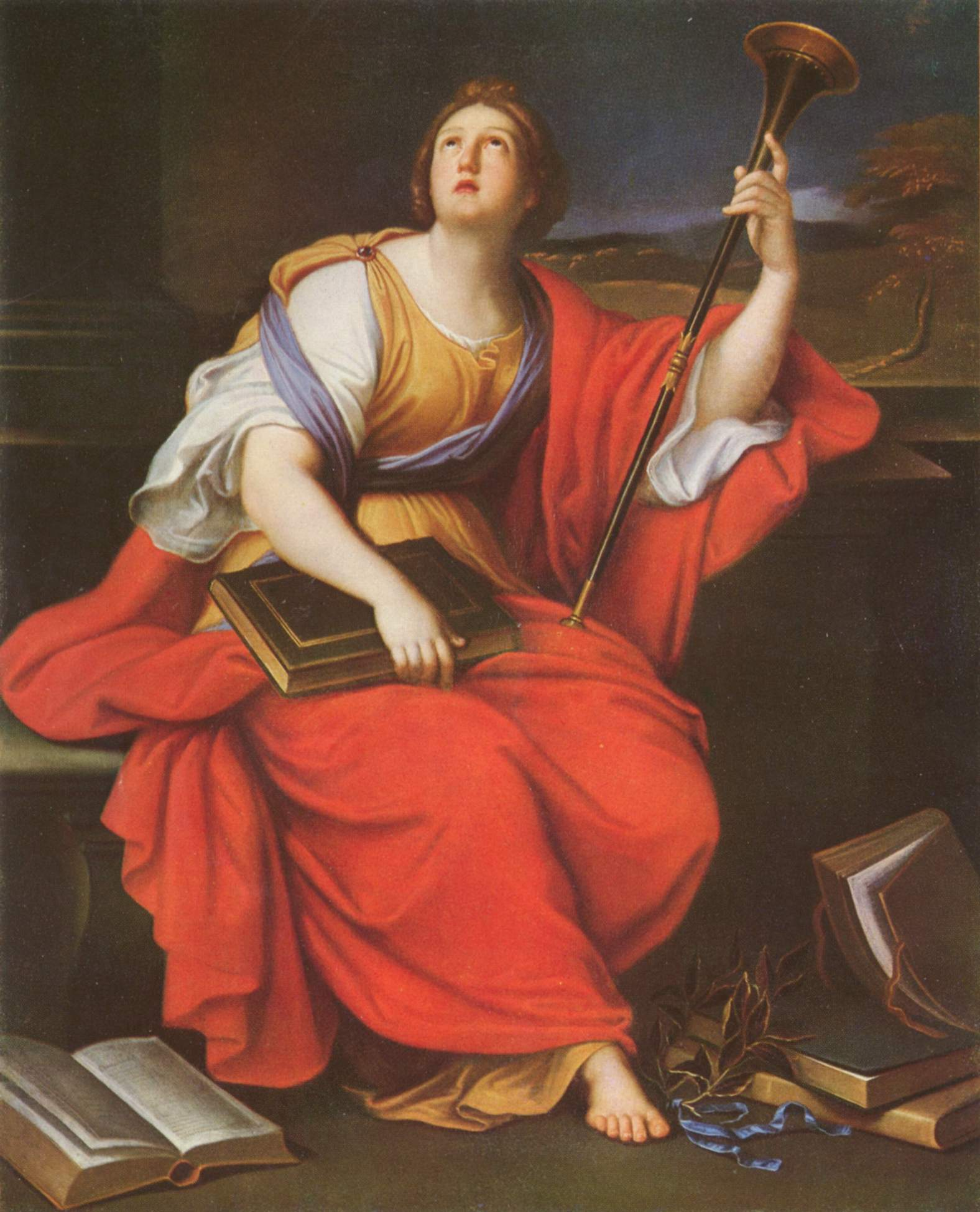
Clio, la musa de la història, per Pierre Mignard (1689)

## Història de la història

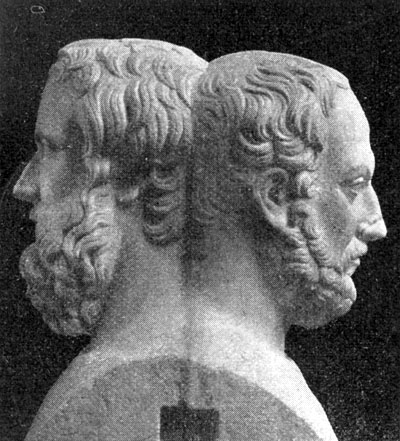
Heròdot i Tucídides, oposats en un estrany marbre del Museu de Nàpols

### Roma

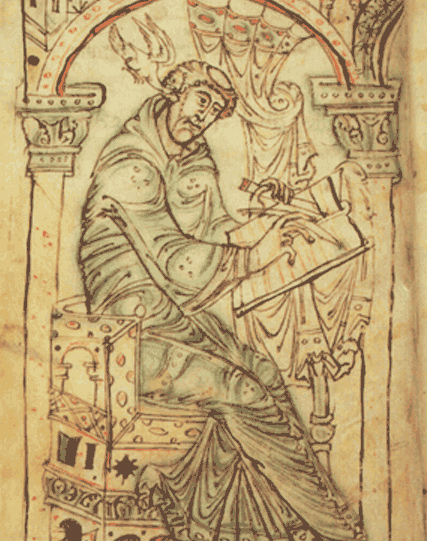
Beda el Venerable